# Vroomheid
De gebruikelijke betekenis van vroomheid is godvruchtigheid. Etymologisch en uit het Woordenboek van de Nederlandse Taal is op te maken dat vroom ook 'sterk', 'dapper' en 'koen' kan betekenen. In deze zin wordt het woord bijvoorbeeld gebruikt in het zesde couplet van het Nederlandse volkslied, het Wilhelmus.
Dat ik doch vroom mag blijven,

uw dienaar t'aller stond,

de tirannie verdrijven

die mij mijn hart doorwondt.
De vroomheid heeft haar eigen geschiedenis. De reformatie heeft haar accenten gelegd. De contrareformatie benadrukte uiterlijke devotie en sacramentele elementen. De devotionele praktijken rond de heiligenverering hebben de oorspronkelijk betekenis van het woord vroom vertekend.
In het Middelnederlands betekende vroom 'flink, dapper, braaf, vroom'. Het is verwant met het Middelnederlandse zelfstandig naamwoord vrome ("voordeel"). Er zijn verwante woorden met verschillende Ablaut-varianten zoals Middelnederlands vrame ("nut"), Oudnoords framr ("dapper, uitstekend"), Oudgrieks prómos ("leider") en Latijn primus ("eerste").